# РациоВики
РациоВики (RationalWiki) — вики-проект, ставящий своей целью «анализ и опровержение псевдонауки и антисциентизма, документирование маргинальных идей, исследование конспирологических теорий, авторитаризма и фундаментализма, а также анализа того, как эти темы подаются в СМИ». Проект был создан в 2007 году в качестве противовеса Консервапедии, после того как несколько её пользователей были заблокированы за попытки оспаривать содержание статей. РациоВики имеет версии на английском и русском языках.

## История

### Создание
В апреле 2007 года американский врач-терапевт Петер Липсон попытался отредактировать в Консервапедии статью о раке груди, чтобы опровергнуть содержащиеся там утверждения о якобы положительной взаимосвязи между абортами и развитием болезни. Консервапедия является интернет-энциклопедией, основатель которой Эндрю Шлэфли создал её в качестве «альтернативы» Википедии, поскольку последняя, по его мнению, была «либерально и атеистически предвзятой». Администраторы Консервапедии, включая Шлэфли, поставили под сомнение компетентность Липсона, и прекратили дискуссию, заблокировав учётные записи его и других участников, после чего те оставили попытки редактировать статьи на Консервапедии и основали свой собственный сайт, RationalWiki.com.

### Фонд RationalMedia
Чтобы управлять делами и оплачивать операционные расходы сайта, в 2010 году Трент Тулуз основал некоммерческую организацию под названием «RationalWiki Foundation Inc». В июле 2013 года название было изменено на RationalMedia Foundation, поскольку, по словам основателей фонда, его цели простираются дальше просто поддержи сайта.

### Русскоязычная версия
Русскоязычная версия РациоВики была создана в начале января 2011 года, после того как русскоязычный пользователь форума borda.ru написал владельцам сайта с просьбой об этом. Первые русскоязычные статьи появились 4 января 2011 года. Позднее для русской версии был выделен отдельный домен ru.rationalwiki.org. На данный момент русскоязычная версия является единственной дополнительной языковой версией сайта, кроме основной английской. Большая часть статей русской версии является переводом соответствующих англоязычных статей, однако, есть и статьи о явлениях и людях, известных только в России, например, статья о юмористе Михаиле Задорнове. На август 2020 в Русском разделе содержится более тысячи статей.

## Задачи и содержание
В качестве своих задач РациоВики указывает следующее:
- Анализ и опровержение псевдонауки и антисциентизма
- Создание полного списка маргинальных теорий
- Исследования авторитаризма и фундаментализма
- Анализ и критика того, как эти темы подаются в СМИ

Философия РациоВики имеет некоторые отличия от философии Википедии и других информационных вики-проектов. Её официальная политика описывается как «придирчивая точка зрения» (англ. snarky point of view), в противовес политике нейтральной точки зрения в Википедии. Следуя этому правилу, многие статьи РациоВики высмеивают, подвергают сатире и саркастически описывают взгляды, против которых она выступает. Особенно это касается таких тем, как нетрадиционная медицина и лидеры христианского фундаментализма.
Значительная часть активности РациоВики посвящена критике и мониторингу Консервапедии. Участники, многие из которых в прошлом писали в Консервапедию, часто критикуют её очень жёстко. По словам Лестера Хейнеса с сайта The Register, «статья, озаглавленная „Conservapedia:Delusions“ (Консервапедия: Заблуждения) высмеивает такие утверждения, как „гомосексуальность является психическим расстройством“, „атеисты являются социопатами“ и „в течение первых 6 дней творения Б-г поместил землю внутрь чёрной дыры для замедления времени, чтобы свет от отдалённых звёзд успел до нас долететь“».

## Отзывы
В 2015 году Андреа Балаторе назвал РациоВики одним из самых заметных «разоблачительных» сайтов с точки зрения позиций в результатах поиска Google и Bing, немного более заметными, чем rense.com, но менее заметным, чем YouTube и Википедия.
В опубликованном IEEE конспекте конференции «Intelligent Systems’2014» Александр Швец пишет, что «существует несколько интернет-ресурсов и статей в периодических изданиях, которые предоставляют информацию о псевдонаучных теориях. Эта информация помогает неэкспертам получить необходимые знания для предотвращения заблуждений. Одним из таких ресурсов является РациоВики, созданная для систематизации и категоризации знаний о псевдонаучных теориях, личностях и организациях».
В докладе «Краудсорсинговые знания: опасности и обещания сложных систем знаний», его авторы Мэри Кеелер, Джош Джонсон и Эран Маджумдар указывают, что «как предупредил в 1955 году У. Липпман, „когда малознакомые и сложные для понимания вещи доходят до широких народных масс, правда зачастую радикально искажается. Сложное превращается в простое, гипотезы — в догмы, относительное — в абсолютное“. Чтобы в этом разобраться, существуют сайты вроде RationalWiki.org».
РациоВики подвергалась критике со стороны консервативных изданий. Стефани Саймон из Los Angeles Times в 2007 указала, что некоторые пользователи РациоВики, «по своему собственному признанию… занимаются кибер-вандализмом [против Консервапедии]. Вандалы вставляли туда ошибки, порнографические картинки и сатиру».
В книге «The Social Pollution Prevention Guide», автор Честер Дэвис утверждает, что РациоВики «как Википедия, но только сфокусированная на науке и социальных вопросах. Они продвигают логику, критическое мышление, разоблачают мошенников и всякую чушь».
РациоВики иногда цитируется в популярных и академических источниках. Том Шиверс из The Daily Telegraph ссылался на РациоВики, описывая законы интернета. Сайт Snopes.com неоднократно цитировал её, описывая конспиролога Сорчу Фаал в European Union Times. Магнус Ремедж в «Perspectives on Information» цитировал её, рассказывая о переписке основателя Консервапедии Эндрю Шлэфли и биолога Ричарда Ленски, где Шлэфли безуспешно попытался опровергнуть выводы эволюционного эксперимента биолога. Томас Лейтч процитировал её в статье «Wikipedia U: знания, авторитет и либеральное образование в цифровом веке», где касался истории проекта Citizendium. Рейсс Рубинштейн и Луис Вейтхорн сослались на неё в статье «Ответ на кризис вакцинации детей», упоминая сайт Whale.to: «Whale.to <…> хорошо знаком всем сторонникам науки как особенно недостоверный и ненадёжный источник», написали они, приводя РациоВики была в качестве примера таких сторонников.